# Variabile RV Tauri
Le variabili RV Tauri sono una classe di  Stelle variabili pulsanti. Sono stelle supergiganti.

## Proprietà
Sono giganti o supergiganti gialle che alternano due periodi sovrapposti, il principale dei quali dovrebbe essere la frequenza fondamentale, mentre il secondario dovrebbe essere il primo ipertono. Quando sono al massimo della luminosità diventano di classe spettrale F o G, mentre al minimo sono di classe K o M. Fra due minimi primari passano 30 - 150 giorni, mentre l'ampiezza delle variazioni è di circa 1 o 2 magnitudini, anche se in certi casi è superiore a 3 magnitudini. Sono solo in parte regolari perché il periodo principale e quello secondario possono scambiarsi in modo graduale oppure improvvisamente; inoltre presentano episodi di comportamento caotico e completamente irregolare.
Le variabili RV Tauri possono dividersi in due tipi:
- Variabili RVa: Non hanno variazioni della loro luminosità media
- Variabili RVb: Mostrano variazioni periodiche di luminosità media, così che i loro minimi e massimi cambiano su una scala temporale che va da 900 a 1500 giorni.

Un'altra classificazione si basa sulle linee spettrali e distingue tre classi, indicate con le lettere latine maiuscole: A, B e C:
- classe A: si tratta di stelle di classe spettrale G o K (sebbene possa variare durante le pulsazioni). Sono probabilmente di vecchie stelle di popolazione I. Questa classe è ulteriormente divisa in A1: linee del TiO, indice di bassa temperatura atmosferica, presenti al minimo; A2: linee del TiO non presenti.
- classe B: si tratta di stelle di classe spettrale Fp che evidenziano la presenza di molecole di CH e CN. Sono vecchie stelle di popolazione I.
- classe C: stelle Fp con linee molto deboli del CH e del CN. Sono stelle di popolazione II.

Il prototipo di questa classe, RV Tauri, è una variabile di tipo RVb che mostra variazioni di luminosità tra le magnitudini +9,8 e 13,3, con un periodo di 78,7 giorni.
Tipicamente le variabili RV Tau sono qualche migliaio di volte più luminose del Sole, il che le colloca nella striscia di instabilità sopra le variabili W Virginis. Pertanto, esse sono considerate, assieme alle W Vir e alle variabili BL Herculis un tipo particolare di cefeide di tipo II. In effetti esse esibiscono la relazione fra periodo e luminosità tipica delle variabili cefeidi, anche se non con la stessa precisione. Sebbene i loro spettri siano simili a quelli delle supergiganti di tipo Ib o addirittura Ia, sono in realtà meno luminose delle normali supergiganti e hanno inoltre una massa molto minore, vicina a quella solare.

## Stato evolutivo
Tipicamente le RV Tau sono classificate sulla base dei loro spettri come supergiganti di tipo Ib. Tuttavia, esse non sono supergiganti tipiche, data la loro luminosità e la loro massa: esse sono piuttosto stelle molto evolute, che trovandosi nel ramo asintotico delle giganti (AGB) o addirittura in una fase post-AGB, si sono molto espanse e vanno incontro ad importanti perdite di massa, come testimoniato dalla presenza di dischi di polveri intorno ad esse. Tali perdite di massa le porteranno entro tempi relativamente brevi a diventare delle nane bianche. Sebbene questo processo dovrebbe concludersi in un periodo misurabile in migliaia di anni (o anche in centinaia di anni per le stelle più massicce), le RV Tau conosciute non hanno manifestato alcun incremento di temperatura, incremento che tuttavia ci si aspetterebbe in stelle nel loro stato evolutivo. Si suppone che molte RV Tau siano binarie.
Dato il loro stato evolutivo, le RV Tau possiedono un nucleo inerte di carbonio circondato da un guscio di elio e un altro di idrogeno, nei quali avvengono le reazioni di fusione. Sono probabilmente le instabilità termine a cui questi due gusci vanno incontro a causare le pulsazioni.

## RV Tauri più luminose
Sono conosciute più di 100 variabili RV Tauri. La tabella elenca le RV Tau più luminose.
| Stella | Magnitudine al massimo | Magnitudine al minimo | Periodo (in giorni) | Distanza periodo–luminosità (in parsec) | luminosità (L☉) |
| ------ | ---------------------- | --------------------- | ------------------- | --------------------------------------- | --------------- |
| R Sct  | 4,9                    | 6,9                   | 140,2               | 750 ± 290                               | 9400 ± 7100     |
| U Mon  | 5,1                    | 7,1                   | 92,26               | 770 ± 280                               | 3800 ± 2700     |
| AC Her | 6,4                    | 8,7                   | 75,4619             | 1130 ± 390                              | 2400 ± 1600     |
| V Vul  | 8,1                    | 9,4                   | 75,72               |                                         |                 |
| AR Sgr | 8,1                    | 12,5                  | 87,87               |                                         |                 |
| SS Gem | 8,3                    | 9,7                   | 89,31               |                                         |                 |
| R Sge  | 8,5                    | 10,5                  | 70,594              |                                         |                 |
| AI Sco | 8,5                    | 11,7                  | 71,0                |                                         |                 |
| TX Oph | 8,8                    | 11,1                  | 135                 |                                         |                 |
| RV Tau | 8,8                    | 12,3                  | 76,698              | 2170 ± 720                              | 3700 ± 2600     |
| UZ Oph | 9,2                    | 11,8                  | 87,44               |                                         |                 |
| TW Cam | 9,4                    | 10,5                  | 85,6                | 3100 ± 1100                             | 3700 ± 2600     |
| TT Oph | 9,4                    | 11,2                  | 61,08               |                                         |                 |
| UY CMa | 9,8                    | 11,8                  | 113,9               | 8400 ± 3100                             | 4500 ± 3300     |
| DF Cyg | 9,8                    | 14,2                  | 49,8080             |                                         |                 |
| CT Ori | 9,9                    | 11,2                  | 135,52              |                                         |                 |
| SU Gem | 9,9                    | 12,2                  | 50,12               | 2110 ± 660                              | 1200 ± 770      |

La stima della distanza di TW Cam potrebbe essere eccessiva

R Sct potrebbe essere meno luminosa di quanto indicato nella tabella Potrebbe essere una stella AGB, piuttosto che una stella post-AGB